# 愛なんて (GOING UNDER GROUNDの曲)
「愛なんて」（あいなんて）は、GOING UNDER GROUNDのシングル。ポニーキャニオンより2011年11月2日発売。

## 概要
メジャー22枚目（通算25枚目）のシングル。タイトル曲「愛なんて」は前作『稲川くん』完成後の2011年2月に映画監督の石井裕也より新作映画（『ハラがコレなんで』）の主題歌の制作を依頼され、バンドとして初めて映画のために書き下ろしした楽曲。キーボードの伊藤洋一の脱退後初めてのアルバムであった『稲川くん』の制作を通じて「自分が歌いたい歌」を追求したいという思いを抱いていたボーカルの松本素生は、タイアップありきのオファーに当初は消極的だったものの、石井本人と直接会談して意見を交わし、前向きにオファーを受けることとなった。
制作にあたってはラストシーンに流れる曲の書き下ろしを希望されており、実際にラッシュプリント（未編集映像）を見たうえで、石井から「この場面で終わって、このタイミングでキャストの仲里依紗さんと中村蒼さんが出てくるから、このタイミングで曲が入るんです」と細かいビジョンを提示されたことが、ボーカルとピアノのみで静かに入るという歌い出しのアイデアにつながったと松本は語っている。
タワーレコードでの購入特典としてレコーディングのドキュメント映像と「愛なんて」の弾き語り音源の入ったDVDが制作された。

## 収録曲
1. 愛なんて
（作詞・作曲:松本素生）
映画『ハラがコレなんで』（石井裕也監督／2011年11月5日公開）主題歌。発表当初はリリースの予定が決まっていなかった[5]。
MVの監督を石井裕也が務めており、映画と同じロケ地で撮影されている[6]。
2. Madonna
（作詞・作曲:河野丈洋）
収録曲のバランスを考慮し、「軽めのものを入れたい」と考えて収録された楽曲[3]。
3. 東京 2011
（作詞・作曲:松本素生）
2005年のアルバム『h.o.p.s.』収録楽曲のセルフカバー。本作を「映画のシングル」にしないためにカップリングの選曲は自由にやりたいという意図のもと、発表当時にシングルリリースしなかったことをずっと後悔していた本曲を4人で改めて演奏したいと考えて新規に収録したもの[3]。
4. 愛なんて Electric ver.
（作詞・作曲:松本素生）

## 収録アルバム
愛なんて
- Roots & Routes

## 参加ミュージシャン
- HARCO – ピアノ（「愛なんて」）